# Takling La
Der Takling La ist ein Hochgebirgspass im indischen Bundesstaat Himachal Pradesh.
Über den Takling La führt eine Trekking-Route von Kaza im südlich gelegenen Spitital zum Oberlauf des Parechu und weiter zum See Tsomoriri in Ladakh. Der Pass hat eine Höhe von 5300 m. Unterhalb des Passes befinden sich mehrere Firnfelder.